# Кентавијус Колдвел-Поуп
Кентавијус Танел Колдвел-Поуп (енгл. Kentavious Tannell Caldwell-Pope; Томастон, Џорџија, 18. фебруар 1993) амерички је кошаркаш. Игра на позицији бека, а тренутно наступа за Орландо меџик. Проглашен је за „Мекдоналдовог Ол-Американа” као једног од најбољих средњошколских кошаркаша у класи 2011. Играо је колеџ кошарку две године са Џорџија булдогсима на Југоисточној конференцији (СЕЦ) и као студент друге године 2013. је изабран за најбољег играча исте.
Колдвел-Поуп је изабран као осми избор на НБА драфту 2013. од стране Детроит пистонса. Одиграо је четири сезоне за Пистонсе пре него што се придружио Лејкерсима као слободан играч 2017–18. Освојио је своје прво НБА првенство са Лејкерсима у сезони 2020. Провео је сезону у Вашингтон визардсима након што је тамо отишао из Лејкерса у августу 2021. године, а затим је отишао у Нагетсе у јулу 2022. године, где је освојио своју другу НБА шампионску титулу 2023.

## Средњошколска каријера
Колдвел-Поуп је био веома популаран играч у средњој школи. Као сениор, просечно је бележио 31 поен и 8,2 скока по утакмици у средњој школи Гринвил у Гринвилу, Џорџија. Он је предводио Патриотсе до Фајнал фора „државне класе А” 2011. и до узастопних учешћа на „Свит 16” у сезонама од 2009. до 2010.
Био је именован у неколико истакнутих средњошколских Ол-Америкен тимова као сениор, укључујући играње на Мекдонадс Ол-Америкен утакмици 2011. и на Џордан Бранд класику.
Као сениор, рангиран је као 3. на позицији бека као и на 12. месту у целини, по процени аналитичара за Ривалс.ком.
Колдвел-Поуп је изабрао да игра за Џорџију и поред понуда за стипендије из Алабаме, Флорида Стате, Џорџија Тех. и Тенесија, између осталих.

## Колеџ каријера
Као бруцош, Колдвел-Поуп је именован у тренерски бруцошки тим Ол-СЕК, који је такође укључивао НБА лутрије Бредлија Била, Ентонија Дејвиса и Мајкла Кид-Гилкриста. Његов највећи учинак као бруцоша био је 25 поена против Оле Миса, што је било највише од стране бруцоша УГА у скоро 13 година.
Као студент друге године, Колдвел-Поуп је проглашен за играча године СЕК-а након што је у просеку постизао 18,5 поена и 7,1 скок по утакмици. У својој последњој колегијалној утакмици, постигао је рекордних 32 поена и 13 скокова у поразу од ЛСУ-а на СЕК турниру у Нешвилу. Он се пријавио за НБА драфт након те сезоне.

## Професионална каријера

### Детроит пистонси (2013–2017)
Дана 27. јуна 2013, Колдвел-Поуп је изабран као осми избор на НБА драфту 2013. од стране Детроит пистонса. Касније се придружио Пистонсима за НБА летњу лигу 2013. и потписао свој почетнички уговор са тимом 19. јула, а 16. априла 2014. постигао је рекордних 30 поена у тадашњој каријери у поразу свог тима од Оклахома Сити тандера.
Играјући за Детроит, 1. фебруара 2017. постигао је рекордних 38 поена у победи над Њу Орлеанс пеликансима резултатом 118 : 98. Такође је постигао осам тројки у каријери у 11 покушаја. Колдвел-Поуп је 23. фебруара 2017. постигао 33 поена, укључујући три тројке крајем четврте четвртине током надигравања у Детроиту, пошто су Пистонси победили Шарлот хорнетсе са 114 : 108 у продужетку. Тројка Колдвел-Поупа на 18,2 секунде до краја игре је изједначила на 100 за продужетке.
Дана 23. јуна 2017. НБА је суспендовала Колдвел-Поупа на две утакмице без плате због признања кривице за управљање моторним возилом у алкохолисаном стању.
Пистонси су се 7. јула 2017. одрекли права на Колдвел-Поупа, чиме је он постао слободан играч.

### Лос Анђелес лејкерси (2017–2021)
Колдвел-Поуп је 13. јула 2017. потписао једногодишњи уговор од 18 милиона долара са Лос Анђелес лејкерсима. За Лејкерсе је дебитовао 22. октобра 2017, постигавши 20 поена као стартер у поразу од Њу Орлеанс пеликанса резултатом 119 : 112. Поуп је 27. новембра 2017. постигао  рекордних 29 поена против Лос Анђелес клиперса. Колдвел-Поуп се 13. децембра 2017. изјаснио кривим за кршење условне казне коју је починио током лета, условна казна му је изречена због управљања возилом у алкохолисанном стању. Због кршења условне казне изречена му је затворска казна од 25 дана, али му је, према програму пуштања на посао, дозвољено да напусти установу ради домаћих утакмица и тренинга. Није му било дозвољено да напусти Калифорнију, ограничавајући га само на домаће утакмице унутар државе током тог периода. Дана 24. фебруара 2018. постигао је рекордних 34 поена у сезони и погодио осам тројки рекордних у каријери у победи над Сакраменто кингсима резултатом 113 : 108. Дана 22. марта 2018. погодио је осам тројки и постигао 28 поена у поразу од Њу Орлеанс пеликанса резултатом 128 : 125.
Колдвел-Поуп је 6. јула 2018. поново потписао уговор са Лејкерсима, на основу једногодишњег уговора од 12 милиона долара, а већ 16. децембра 2018. постигао је рекордних 25 поена у сезони у поразу од Вашингтон визардса резултатом 128 : 110. 30. децембра је поставио нови рекорд сезоне са 26 поена у победи над Кингсима резултатом 121 : 114. 19. марта је имао рекордних 35 поена у сезони у поразу од Милвоки бакса са 115 : 101.
У 2019, Колдвел-Поуп је поново потписао уговор са Лејкерсима, овог пута на двогодишњи уговор вредан отприлике 16 милиона долара. У сезони 2019/20, постигао је рекордних 38,5% својих тројки и био је трећи у тиму са 92 постигнуте тројке. Колдвел-Поуп је освојио свој први НБА шампионат када су Лејкерси победили Мајами хит у шест утакмица у финалу НБА лиге 2020. Био је кључан у победи, посебно у четвртој утакмици када је његових пет узастопних поена крајем четврте четвртине помогло Лејкерсима да се резултатски одвоје од Хита и запечатили победу у тој утакмици. Био је у стартној петорци Лејкерс у свих 21 утакмице у плеј-офу, постизавши у просеку 10,7 поена за 29 минута по утакмици и остваривши 37,8% својих тројки.
Колдвел-Поуп је у другој години уговора искористио је клаузулу уговора и постао је слободан играч, 23. новембра 2020. поново је потписао уговор са Лејкерсима на трогодишњи уговор вредан 40 милиона долара.

### Вашингтон визардси (2021–2022)
Колдвел-Поуп је 6. августа 2021. прешао у Вашингтон визардсе као део пакета за Расела Вестбрука. У 77 утакмица са тимом просечно је бележио 13,2 поена, 3,4 скока и 1,9 асистенција по утакмици.

### Денвер нагетси (2022–данас)
Колдвел-Поуп је 6. јула 2022. прешао, заједно са Иш Смитом, у Денвер нагетсе у замену за Монте Мориса и Вила Бартона. Колдвел-Поуп је 16. јула потписао двогодишњи уговор са Нагетсима у вредности од 30 милиона долара. За Нагетсе је дебитовао 19. октобра, забележивши два поена, четири скока, шест асистенција и две украдене лопте у поразу од Јуте џеза резултатом 123 : 102. У петој утакмици финала НБА, Колдвел-Поуп је постигао 11 поена, имао четири скока, две асистенције, две украдене лопте и три блокаде у победи над Мајами хитом резултатом 94 : 89 и помогао Нагетсима да освоје свој први НБА шампионат у историји франшизе.

## Статистика

### НБА статистика

#### Регуларна сезона
| Сезона   | Екипа                | ОУ  | СУ  | МПУ  | ПШ%  | 3П%  | СБ%  | СПУ | АПУ | УПУ | БПУ | ППУ  |
| -------- | -------------------- | --- | --- | ---- | ---- | ---- | ---- | --- | --- | --- | --- | ---- |
| 2013/14. | Детроит              | 80  | 41  | 19.8 | .396 | .319 | .770 | 2.0 | .7  | .9  | .2  | 5.9  |
| 2014/15. | Детроит пистонси     | 82  | 82* | 31.5 | .401 | .345 | .696 | 3.1 | 1.3 | 1.1 | .2  | 12.7 |
| 2015/16. | Детроит пистонси     | 76  | 76  | 36.7 | .420 | .309 | .811 | 3.7 | 1.8 | 1.4 | .2  | 14.5 |
| 2016/17. | Детроит пистонси     | 76  | 75  | 33.3 | .399 | .350 | .832 | 3.3 | 2.5 | 1.2 | .2  | 13.8 |
| 2017/18  | ЛА Лејкерси          | 74  | 74  | 33.2 | .426 | .383 | .789 | 5.2 | 2.2 | 1.4 | .2  | 13.4 |
| 2018/19. | Лос Анђелес лејкерси | 82* | 23  | 24.8 | .430 | .347 | .867 | 2.9 | 1.3 | .9  | .2  | 11.4 |
| 2019/20. | Лос Анђелес лејкерси | 69  | 26  | 25.5 | .467 | .385 | .775 | 2.1 | 1.6 | .8  | .2  | 9.3  |
| 2020/21. | Лос Анђелес лејкерси | 67  | 67  | 28.4 | .431 | .410 | .866 | 2.7 | 1.9 | .9  | .4  | 9.7  |
| 2021/22. | Вашингтон            | 77  | 77  | 30.2 | .435 | .390 | .890 | 3.4 | 1.9 | 1.1 | .3  | 13.2 |
| 2022/23. | Денвер               | 76  | 76  | 31.3 | .462 | .423 | .824 | 2.7 | 2.4 | 1.5 | .5  | 10.8 |
| Укупно   | Укупно               | 759 | 617 | 29.5 | .424 | .365 | .814 | 3.1 | 1.8 | 1.1 | .2  | 11.5 |

#### Доигравање
| Сезона | Екипа       | ОУ | СУ | МПУ  | ПШ%  | 3П%  | СБ%   | СПУ | АПУ | УПУ | БПУ | ППУ  |
| ------ | ----------- | -- | -- | ---- | ---- | ---- | ----- | --- | --- | --- | --- | ---- |
| 2021.  | ЛА Лејкерси | 1  | 1  | 32.5 | .600 | .500 | 1.000 | 3.0 | 2.0 | 3.0 | 1.0 | 10.0 |
| Укупно | Укупно      | 1  | 1  | 32.5 | .600 | .500 | 1.000 | 3.0 | 2.0 | 3.0 | 1.0 | 10.0 |

#### Плеј−оф
| Сезона | Екипа                | ОУ  | СУ  | МПУ  | ПШ%  | 3П%  | СБ%   | СПУ | АПУ | УПУ | БПУ | ППУ  |
| ------ | -------------------- | --- | --- | ---- | ---- | ---- | ----- | --- | --- | --- | --- | ---- |
| 2016.  | Детроит              | 4   | 4   | 40.3 | .440 | .444 | .714  | 4.3 | 2.8 | 1.8 | .3  | 15.3 |
| 2020.  | ЛА Лејкерси          | 21* | 21* | 29.0 | .418 | .378 | .815  | 2.1 | 1.3 | 1.0 | .2  | 10.7 |
| 2021.  | Лос Анђелес лејкерси | 5   | 5   | 29.2 | .379 | .211 | 1.000 | 2.8 | 1.0 | 1.0 | .0  | 6.2  |
| 2023.  | Денвер               | 20  | 20  | 33.6 | .457 | .380 | .829  | 3.3 | 1.6 | 1.3 | .7  | 10.6 |
| Укупно | Укупно               | 50  | 50  | 31.7 | .433 | .374 | .824  | 2.8 | 1.5 | 1.2 | .4  | 10.6 |

### Колеџ
| Сезона   | Екипа            | ОУ | СУ | МПУ  | ПШ%  | 3П%  | СБ%  | СПУ | АПУ | УПУ | БПУ | ППУ  |
| -------- | ---------------- | -- | -- | ---- | ---- | ---- | ---- | --- | --- | --- | --- | ---- |
| 2011/12. | НЦАА дивизија I  | 32 | 32 | 32.1 | .396 | .304 | .654 | 5.2 | 1.2 | 1.8 | .3  | 13.2 |
| 2011/12. | Џорџија булдогси | 32 | 32 | 33.9 | .433 | .373 | .799 | 7.1 | 1.8 | 2.0 | .5  | 18.5 |
| Укупно   | Укупно           | 64 | 64 | 33.0 | .415 | .339 | .727 | 6.2 | 1.5 | 1.9 | .4  | 15.9 |